# اولد گرین (اکلاهما)
اولد گرین(به انگلیسی: Old Green) شهری در ایالت اکلاهما کشور ایالات متحده آمریکا است که جمعیت آن در سرشماری سال ۲۰۱۰ میلادی، ۳۱۵ نفر بوده‌است.